# Cantanhede kommun, Brasilien
Cantanhede är en kommun i Brasilien.   Den ligger i delstaten Maranhão, i den nordöstra delen av landet, 1 400 km norr om huvudstaden Brasília. Antalet invånare är 20 457.
Följande samhällen finns i Cantanhede:
- Cantanhede

Omgivningarna runt Cantanhede är huvudsakligen savann. Runt Cantanhede är det glesbefolkat, med 20 invånare per kvadratkilometer.